# Cerdanya
Cerdanya (katalánsky Cerdanya, francouzsky Cerdagne, španělsky Cerdaña), často La Cerdanya, je oblast a historické území rozkládající se v Pyrenejích na pomezí Francie (departement Pyrénées-Orientales) a Španělska (Katalánsko), jihovýchodně od Andorry.
Historicky se jedná o hrabství Cerdanya, které v průběhu staletí bylo v držení hrabat z Barcelony, hrabat provensálských, hrabat rousillonských a nakonec Aragonské koruny.
Roku 1659 Pyrenejská smlouva území zhruba rozpůlila mezi Španělsko a Francii, přičemž Španělsku připadla „Dolní Cerdanya“ včetně střediska Puigcerdà a města Llívia jako oddělené enklávy.